# ŠRD Linjak Banova Jaruga
Športsko ribolovno društvo "Linjak" iz Banove Jaruge je športska udruga upisana u registar udruga i registar športskih djelatnosti.
Ciljevi rada ŠRD su čuvanje okoliša i unapređenje kvalitete života, unapređenje Športskog ribolova, zaštiti voda i ribljeg fonda, uzgoj ribe i drugim aktivnostima vezane za Športski Ribolov.
Jezera kojima gospodari ŠRD "Linjak" Banova Jaruga su jezero "Bara" u Banovoj i jezero "Jama" u Jamaricama. 
Društvo ima 60 članova. 

## Vanjskepoveznice
[] Stranica ŠRD "Linjak" Banova Jaruga